# 鹿児島商科短期大学
鹿児島商科短期大学（かごしましょうかたんきだいがく、英語: Kagoshima Commercial College）は、鹿児島県鹿児島市永吉町に本部を置いていた日本の私立大学である。1950年に設置され、1963年に廃止された。大学の略称は鹿商短。

## 概要

### 大学全体
- 鹿児島県鹿児島市に所在した日本の私立短期大学で、設置主体は学校法人津曲学園。
- 国内で最初に認可された短期大学149校[注 1]の1校として、1950年に1学科体制で開学した[注 2]。以来、学科の増設なし。
- 1959年度の入学生を最後に[注釈 3]、短期大学としての使命を終える[注釈 4]。

### 教育および研究
- 設置されていた学科名から商業をベースとした専門教育が行われていた様子がうかがえる。

## 沿革
- 1949年
  - 10月 文部省[注釈 5]に短期大学[注 3]の設置認可に関する申請を行う[注 4]。なお、学科・専攻は以下の通りとなっている[注 5]。
    - 商学科 入学定員200名
- 1950年
  - 3月14日 左記を以て短期大学の設置が文部省[注釈 5]より認可される[注 6]。
  - 4月1日 左記を以て鹿児島商科短期大学が以下の学科体制にて開学[注 7]。
    - 商学科→商科 入学定員200名→80名
- 1951年
  - 3月5日 学校法人が成立する[15]。
- 1959年
  - 4月1日 この年度で短期大学としての学生募集を最終とする[注釈 3]。
- 1963年
  - 3月30日 左記をもって正式に廃止となる[注釈 4]。

## 基礎データ

### 所在地
- 鹿児島県鹿児島市永吉町[注釈 1]

### 年度別学生数

#### 通学課程
- 1954年度についてはその年度（月日は不詳だが、1955年3月以前のデータ）、1958年度以降の学生数はその該当年度の5月1日時点でのデータである。

| -               | 入学定員 | 総定員 | 在籍者数   | 出典     |
| --------------- | -------- | ------ | ---------- | -------- |
| 1954年          | 80       | 160    | 男403 女18 | [ 16 ]   |
| 1955年 - 1957年 | 80       | 160    | ？         | [ 注 8 ] |
| 1958年          | 80       | 160    | 男250 女19 | [ 17 ]   |
| 1959年          | 80       | 160    | 男262 女16 | [ 18 ]   |
| 1960年          | -        | 80     | 男119 女8  | [ 19 ]   |
| 1961年          | -        | -      | 男9 女0    | [ 20 ]   |
| 1962年          | -        | -      | 男2 女0    | [ 21 ]   |

## 教育および研究

### 組織

#### 学科
- 商科 入学定員80名[注 10]

#### 専攻科
- なし

#### 別科
- なし

#### 取得資格について
- 中学校教諭二種免許状（職業）。当初は、ほか高等学校教諭免許状（商業）の教職課程を併設[注 11]。

### 研究
- 『商大論叢』[注釈 2]

## 関連サイト
- 組織と沿革|鹿児島国際大学